# Иолк
Иолк (др.-греч. Ἰωλκός, лат. Iolcus) — древнегреческий город, лежащий в глубине Пагассийского залива на границе областей, которые позднее были названы Фтией и Магнесией.

## История

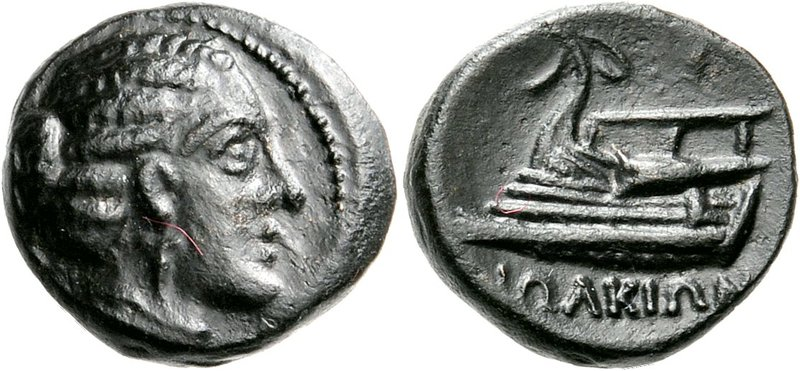
Бронзовый халк из Иолка. Середина IV века до н. э.

В области Иолка существовало поселение до колонизации ионийцами, начиная с раннего медного века. Очаг микенской культуры в Фессалии, обнаружены развалины дворца микенской эпохи, построенного около 1600 года до н. э. и отреставрированного в позднемикенский период. Город существовал в исторический период. Важность города уменьшилась, когда был основан новый порт Пагаса.
По преданию город основан Крефеем. Известен как родина Ясона. С Иолком связаны сказания об аргонавтах, так как причиной этого похода был спор за царскую власть в городе между Ясоном, сыном Эсона, и его дядей Пелием. По преданию отсюда Пелий отправил Ясона и аргонавтов в путешествие. Упоминается Титом Ливием, Гомером как «пышнозданный» и «тучнополянистый». В 290 году до н. э. Деметрий I Полиоркет переселил жителей Иолка в основанный им город Деметриада.